# 日落大道
日落大道（英語：Sunset Boulevard）是美國洛杉矶的一条道路，从洛杉矶市中心延伸到太平洋海岸公路，长约35公里。日落大道沿途经过西木区、回声公园、好莱坞、比佛利山、貝萊爾与太平洋帕利塞德等地。

## 地形位置
日落大道全長22英里（35），大致沿着組成洛杉磯盆地的北方山脈行走，根據1780年代從海邊驅趕牛群到內陸地區的步道而建。

## 歷史
1877年，大地主賀拉斯·H·威爾科克斯（Horace H. Wilcox）決定將20英畝（8.1公頃），當年依然是果園及葡萄園的土地分拆出售，為現今的荷里活大道與葡萄藤街路口。
1890年，比利時外交官維克多·伯尼（Victor Ponet）購入240英畝（97公頃）的土地，傳至他的女婿弗朗西斯·S·蒙哥馬利（Francis S. Montgomery）。弗朗西斯將它發展為今天的日落廣場（Sunset Plaza）。
1921年，日落大道往西發展，從沙利文峽谷車站開始，經聖莫尼卡，一直至海邊，這一路段被形容為蔚藍海岸路段（Riviera section）。這路段的大地主威爾·羅傑斯，將它捐贈給州政府，成立了威爾羅傑斯州立海灘。
大約於1931年左右，日落大道由霍恩大道（Horn Avenue）至海文赫斯特大道（Havenhurst Avenue）之間的路段鋪設為柏油路。

## 沿途地標

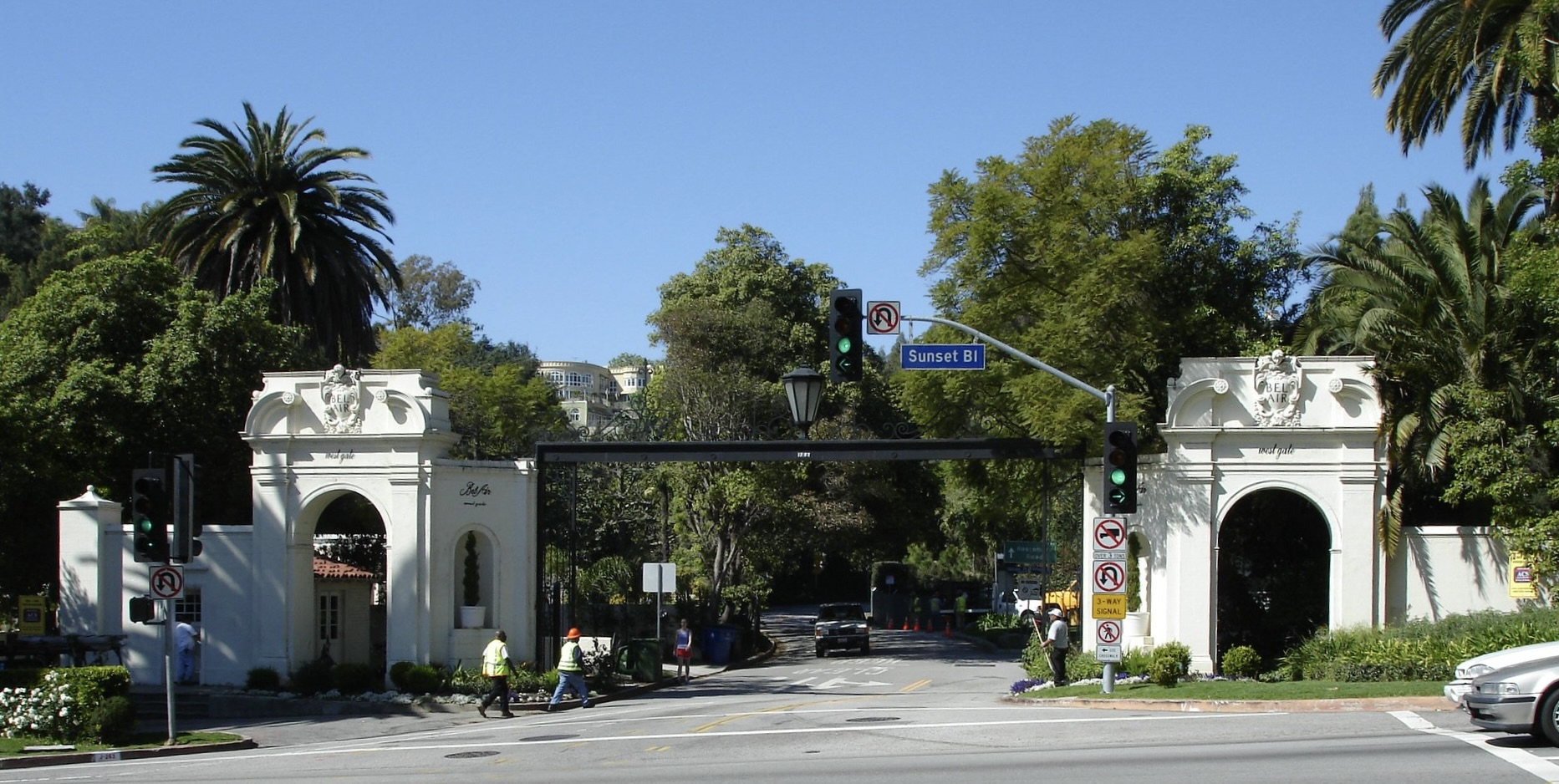
Bel Air的西侧入口

- 變形蟲唱片（英语：Amoeba Music）
- 比佛利山酒店
- 荷里活聖體天主教堂
- 書湯
- 卡尼火車餐廳（英语：Carney's）
- CBS哥倫比亞廣場（英语：CBS Columbia Square）
- 馬爾蒙城堡酒店（英语：Chateau Marmont Hotel）
- 圆顶剧院
- 喜劇商店（英语：The Comedy Store）
- 世界的十字路口（英语：Crossroads of the World）
- 美國導演公會（英语：Directors Guild of America）
- 杜德雷商場（英语：Dudley Do-Right Emporium）
- 阿拉花園酒店（英语：Garden of Allah Hotel）
- 高爾峽谷（英语：Gower Gulch）
- 荷里活體育俱樂部（英语：Hollywood Athletic Club）
- 荷里活高中
- 貝萊爾酒店（英语：Hotel Bel-Air）
- 藍調之屋（英语：House of Blues）
- 西荷里活凱悅酒店（英语：Hyatt West Hollywood）
- KCET（英语：KCET）
- KTLA（英语：KTLA）
- 倫敦霧水夜總會（英语：The London Fog）
- 洛杉磯電影學院（英语：Los Angeles Film School）
- 都會媒體廣場（英语：Metromedia Square）
- 尼克羅頓在日落（英语：Nickelodeon on Sunset）
- 舊華納兄弟製片廠
- 帕利塞茲憲章高中（英语：Palisades Charter High School）
- 彩虹酒吧燒烤餐廳（英语：Rainbow Bar and Grill）
- 結他中心
- 羅克西劇院（英语：The Roxy Theatre）
- Spago（英语：Spago）
- 標準酒店（英语：Standard Hotel）
- 日落路口（英语：Sunset Junction, Los Angeles）
- 日落高爾工作室（英语：Sunset Gower Studios）
- 蒂芙尼劇院（英语：Tiffany Theater）
- Tiki Ti（英语：Tiki Ti）
- 加州大學洛杉磯分校
- 毒蛇酒吧（英语：The Viper Room）
- 威士忌a Go Go（英语：Whisky a Go Go）
- 威爾羅傑斯州立海灘（英语：Will Rogers State Beach）
- 威爾羅傑斯州立歷史公園（英语：Will Rogers State Historic Park）